# (100559) 1997 GO9
(100559) 1997 GO9 es un asteroide perteneciente al cinturón de asteroides, descubierto el 3 de abril de 1997 por el equipo del Lincoln Near-Earth Asteroid Research desde el Laboratorio Lincoln, Socorro, Nuevo México.

## Designación y nombre
Designado provisionalmente como 1997 GO9.

## Características orbitales
1997 GO9 está situado a una distancia media del Sol de 2,548 ua, pudiendo alejarse hasta 2,790 ua y acercarse hasta 2,307 ua. Su excentricidad es 0,094 y la inclinación orbital 3,633 grados. Emplea 1486,22 días en completar una órbita alrededor del Sol.

## Características físicas
La magnitud absoluta de 1997 GO9 es 15,7.